# 유일 인수 분해 정역
가환대수학에서 유일 인수 분해 정역(有一因數分解整域, 영어: unique factorization domain, 약자 UFD) 또는 인자환(영어: factorial ring)은 0이 아닌 원소를 소원으로 유일하게 인수 분해할 수 있는 가환환이다. 이는 정수의 유일 인수 분해 가능성을 일반화한 것이다.

## 정의
정역 {\displaystyle R}가 주어졌을 때, 다음 두 조건은 서로 동치이며, 이를 만족시키는 정역을 유일 인수 분해 정역이라고 한다.
- 모든 0이 아닌 원소는 유한한 수의 소원들의 곱으로 나타낼 수 있다.
- 모든 0이 아닌 원소는 유한한 수의 기약원들의 곱으로 나타낼 수 있으며, 이 인수 분해는 유일하다. 즉, {\displaystyle a\in R\setminus \{0\}}를 다음과 같이 두 가지 방법으로 인수 분해하였다고 하자.

{\displaystyle a=\prod P=\prod Q}
여기서 {\displaystyle P=\{p_{1},\dots ,p_{m}\}=P} 및 {\displaystyle Q=\{q_{1},\dots ,q_{n}\}}는 모두 기약원들로 구성된 중복집합이다. 그렇다면 전단사 함수 {\displaystyle \phi \colon P\to Q}가 존재하며, 모든 {\displaystyle p\in P}에 대하여
{\displaystyle \phi (p)=u(p)p}
인 가역원 {\displaystyle u(p)\in R}이 존재한다.

## 성질
다음과 같은 포함 관계가 성립한다.
가환환 ⊋ 정역 ⊋ 정수적으로 닫힌 정역 ⊋ 크룰 정역 ⊋ 유일 인수 분해 정역 ∪ 데데킨트 정역 ⊋ 유일 인수 분해 정역 ∩ 데데킨트 정역 = 주 아이디얼 정역 ⊋ 유클리드 정역 ⊋ 체
데데킨트 정역 {\displaystyle R}의 경우, 다음 조건들이 서로 동치이다.
- {\displaystyle R}는 유일 인수 분해 정역이다.
- {\displaystyle R}는 주 아이디얼 정역이다.
- {\displaystyle R}의 아이디얼 유군이 자명군이다.
- {\displaystyle R}의 유수가 1이다.

즉, 데데킨트 정역에서 아이디얼 유군은 유일 인수 분해가 실패하는 정도를 측정한다.

### 유일 인수 분해의 충분 조건
가우스 보조정리(영어: Gauss’ lemma)에 따르면, 유일 인수 분해 정역 {\displaystyle R}에 대하여, 그 다항식환 {\displaystyle R[x_{1},x_{2},\dots ,x_{n}]} 역시 유일 인수 분해 정역이다.
뇌터 정역에 대하여, 다음 두 조건이 서로 동치이다.:234, Corollary 10.6:161–162, Theorem 20.1
- 유일 인수 분해 정역이다.
- 높이가 1인 모든 소 아이디얼이 주 아이디얼이다.

나가타 보조정리(영어: Nagata’s lemma)는 다음과 같다.:483, Lemma 19.20 {\displaystyle R}가 뇌터 정역이며, {\displaystyle r\in R}가 다음 세 조건을 만족시킨다고 하자.
- {\displaystyle r\neq 0}
- {\displaystyle (r)}는 소 아이디얼이다.
- 국소화 {\displaystyle R_{r}}는 유일 인수 분해 정역이다.

그렇다면 {\displaystyle R}는 유일 인수 분해 정역이다.
오슬랜더-북스바움 정리(영어: Auslander–Buchsbaum theorem)에 따르면, 모든 정칙 국소환은 유일 인수 분해 정역이다.:483, Theorem 19.19:163, Theorem 20.3
뇌터 유일 인수 분해 정역 {\displaystyle D}에 대하여, 만약 {\displaystyle S\subseteq D}에 대하여 {\displaystyle 0\not \in S}라면, 국소화 {\displaystyle S^{-1}D} 역시 유일 인수 분해 정역이다.

### 대수적 정수환의 유일 인수 분해
일반적으로, 대수적 수체의 대수적 정수환이 유일 인수 분해 정역일 필요충분조건은 그 아이디얼 유군이 자명군이라는 것이다. 즉, 이는 유수(= 아이디얼 유군의 크기)가 1인 경우이다. (대수적 정수환은 항상 데데킨트 정역이므로, 이 경우 유일 인수 분해 정역일 조건과 주 아이디얼 정역일 조건이 동치이다.)
{\displaystyle n}이 제곱 인수가 없는 정수라고 하자. 실수 이차 수체 {\displaystyle \mathbb {Q} ({\sqrt {n}})}의 대수적 정수환 {\displaystyle \mathbb {Z} [{\sqrt {n}}]}이 유일 인수 분해 정역을 이루는 경우는 다음과 같다.
n = 	2, 3, 5, 6, 7, 11, 13, 14, 17, 19, … (OEIS의 수열 A3172)
허수 이차 수체 {\displaystyle \mathbb {Q} ({\sqrt {-n}})}의 대수적 정수환 {\displaystyle \mathbb {Z} [{\sqrt {-n}}]}이 유일 인수 분해 정역을 이루는 {\displaystyle n}을 헤그너 수라고 한다. 헤그너 수는 총 9개가 있으며, 다음과 같다.
n = 1, 2, 3, 7, 11, 19, 43, 67, 163 (OEIS의 수열 A3173)
{\displaystyle n\in \mathbb {Z} ^{+}}이 양의 정수라고 하며,
{\displaystyle n\not \equiv 2{\pmod {4}}}
라고 하자. 또한, {\displaystyle \zeta _{n}}이 {\displaystyle \zeta _{n}^{n}=1}을 만족시키는 수라고 하자. 원분체 {\displaystyle \mathbb {Q} (\zeta _{n})}의 대수적 정수환 {\displaystyle \mathbb {Z} [\zeta _{n}]}이 유일 인수 분해 정역인 {\displaystyle n}은 총 30개가 있으며, 이들은 다음과 같다.
n = 1, 3, 4, 5, 7, 8, 9, 11, 12, 13, 15, 16, 17, 19, 20, 21, 24, 25, 27, 28, 32, 33, 35, 36, 40, 44, 45, 48, 60, 84 (OEIS의 수열 A5848)
(만약 {\displaystyle n\equiv 2{\pmod {4}}}인 경우 {\displaystyle \mathbb {Q} (\zeta _{n})=\mathbb {Q} (\zeta _{n/2})}이므로 중복된다.)

## 예
수학에서 등장하는 많은 환들이 유일 인수 분해 정역을 이룬다.
- 정수의 환 {\displaystyle \mathbb {Z} } · 가우스 정수 환 {\displaystyle \mathbb {Z} [i]} · 아이젠슈타인 정수 환 {\displaystyle \mathbb {Z} [\zeta _{3}]}은 모두 주 아이디얼 정역이므로 유일 인수 분해 정역이다.
- 모든 체(유리수체 · 실수체 · 복소수체 · 유한체 등)는 유일 인수 분해 정역이다. 이 경우, 0이 아닌 모든 원소가 가역원이며, 따라서 이 경우는 자명한 예이다.
- 체 {\displaystyle K}에 대한 형식적 거듭제곱 급수 환 {\displaystyle K[[x_{1},\dots ,x_{n}]]}은 유일 인수 분해 정역이다.
- 체에 대한, 2변수 이상의 다항식환 {\displaystyle K[x_{1},x_{2},\dots x_{n}]}은 주 아이디얼 정역이 아닌 유일 인수 분해 정역의 예이다. (이 경우 {\displaystyle (x_{1},x_{2})}는 주 아이디얼이 아니다.)

유일 인수 분해 정역이 아닌 예로는 다음을 들 수 있다.
- 대수적 정수환 {\displaystyle \mathbb {Z} [{\sqrt {-5}}]}은 유일 인수 분해 정역이 아니다. 예를 들어, 6을 다음과 같이 두 가지 방법으로 인수분해할 수 있다.

{\displaystyle 6=2\cdot 3=(1-{\sqrt {-5}})(1+{\sqrt {-5}})}
- 복소 평면 {\displaystyle \mathbb {C} } 위의 정칙 함수들의 환은 유일 인수 분해 정역이 아니다. 이는 무한히 많은 영점들을 갖는 함수는 유한하게 인수 분해 할 수 없기 때문이다. 예를 들어, 복소 사인 함수 {\displaystyle z\mapsto \sin z}는 무한히 많은 영점을 가져, 유한하게 인수 분해할 수 없다.